# Litosiderit

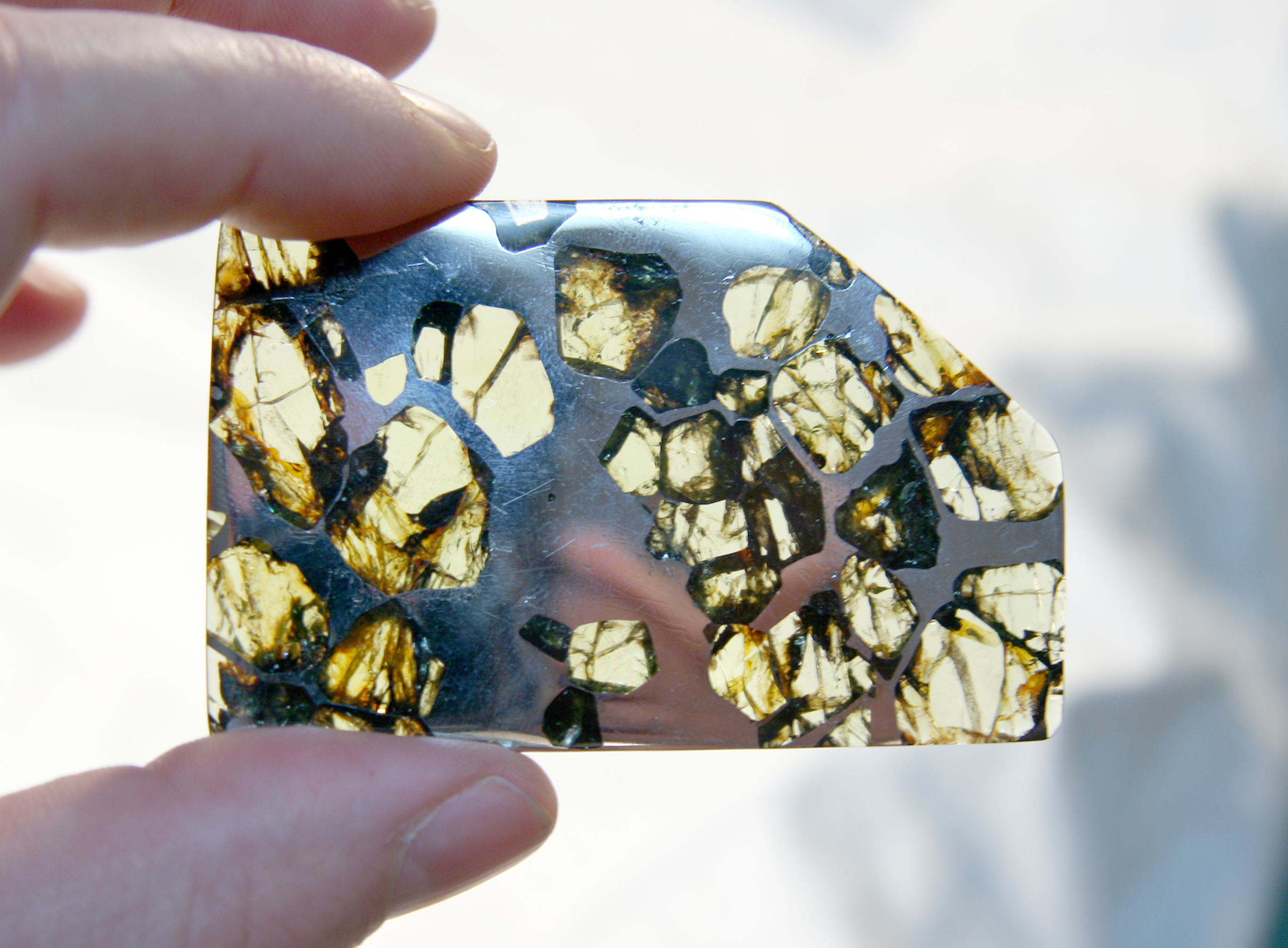
Secció d'un litosiderit de tipus pallasita.

Un litosiderit, també conegut com a sideròlit o meteorit mixt, són un tipus de meteorit que tenen la mateixa proporció de metall de ferro (Fe) i níquel (Ni) i de roques silicatades. Representen un 1,5% dels meteorits que cauen a la Terra i un 1,8% de la massa total de meteorits. Es creu que els materials que es troben al límit entre el nucli i el mantell terrestre poden assemblar-se als litosiderits, encara que no hi ha proves directes que corroborin aquesta afirmació.
Hom els classifica d'acord amb les proporcions existents de ferro i silicats, i també tenint en compte la natura d'aquests darrers, que solen ésser principalment piroxens i olivina. N'hi ha de dos tipus:
- els mesosiderits, en què la fase silicatada és constituïda principalment per feldespats i piroxens;
- les pal·lasites, en què l'olivina és el component principal.

Tot i així, hi ha certs tipus de meteorits classificats dins dels meteorits fèrrics i dels meteorits rocosos que, per la proporció que presenten de metalls i silicats, podrien considerar-se litosiderits, com són els siderofirs, les lodranites i les bencubbinites.